# TVP3 Kielce
TVP3 Kielce — польський регіональний телеканал, регіональна філія суспільного мовника «TVP» з центром мовлення у Кельцях.

## Історія
28 лютого 2001 року створено Свентокшиський регіональний центр TVP SA в м. Кельці як філію «TVP3 Kraków». Місцеві програми виходили у формі коротких матеріалів у головній програмі новин. Тривалий час єдиними телеканалами, які транслювали новини з Кельців, були телеканали місцевих кабельних мереж. Певний час «Polsat» випускав експериментальні інформаційні програми з Кельців, але проєкт було згодом зупинено.
У 2000 році Свентокшиське воєводство отримало окрему інформаційну програму — «Kroniki Świętokrzyskiej», що транслювалася на телеканалі «Telewizja Kraków». Спочатку програма транслювалася раз на тиждень. Однак частоту показів поступово збільшували. Наприкінці 2004 року «Хроніку» можна було переглядати щодня.
1 січня 2005 року згідно Закону від 2 квітня 2004 року про внесення змін до Закону про радіо та телебачення було створено «Регіональне відділення TVP SA у м. Кельці», що зробило його незалежним від центру в Кракові, внаслідок чого стало окремим суб'єктом регіональної телемережі TVP3.